# Dolores de Miño
Artykuł ten został zgłoszony do umieszczenia na stronie głównej w rubryce „Czy wiesz”.
Pomóż nam go sprawdzić: oceń zgłoszoną nominację.
Ramona Dolores Fanego de Miño (ur. 27 marca 1903 w Villetcie, zm. 6 listopada 1976) – paragwajska nauczycielka i polityczka. W 1963 została jedną z dwóch kobiet (wspólnie z Bienvenidą de Sánchez) po raz pierwszy wybranych do Izby Deputowanych Paragwaju.

## Życiorys

### Młodość, edukacja i kariera zawodowa
Urodziła się 27 marca 1903 w Villetcie.
Ukończyła studia pedagogiczne i przez wiele lat pracowała jako nauczycielka w swoim rodzinnym mieście. W trakcie wojny o Chaco była przewodniczącą komisji ds. pomocy walczącym żołnierzom, była odpowiedzialna za zbiórki żywności, leków i innych materiałów potrzebnych walczącym. Wraz ze swoim drugim mężem, José Miño, założyła firmę, która zajmowała się handlem wzdłuż wybrzeża rzeki Paragwaj (od Asunción do Concepción).

### Działalność polityczna
Z powodzeniem wystartowała w wyborach parlamentarnych w Paragwaju w 1963 roku, starając się o mandat do Izby Deputowanych. Wspólnie z Bienvenidą de Sánchez zostały pierwszymi kobietami wybranymi do paragwajskiego parlamentu. Były to również pierwsze wybory w historii Paragwaju, w których mogły głosować kobiety. W 1967 została wybrana do zgromadzenia konstytucyjnego odpowiedzialnego za uchwalenie tekstu nowej konstytucji kraju.

### Pozostała działalność
1 marca 1970 wygłosiła płomienną przemowę przed zgromadzeniem urzędników, ambasadorów i przedstawicieli władz państwowych w Cerro Corá upamiętniając śmierć Francisco Solany Lópeza.

### Życie prywatne, śmierć i upamiętnienie
Jej pierwszym mężem był Don Luis González, który zmarł młodo. Drugim mężem był José Miño. Zmarła 6 listopada 1976. Jest babcią prezydenta Paragwaju Luisa Ángela Gonzáleza Macchiego.
Jej imieniem nazwano kilka placów i ulic w Asunción, stolicy kraju oraz innych miastach w Paragwaju.